# Aigiszthosz
Aigiszthosz görög mitológiai alak, Thüesztész fia és egyben unokája, mivel apja saját leányával, Pelopiával nemzette. Amikor megszületett, anyja elhagyta, és a fiút pásztorok nevelték fel. Pelopia Atreusz felesége lett, és a mítosz egy változata szerint a megszületett gyermeket Atreusz a sajátjaként nevelte fel. Atreusz Aigiszthosszal akarta megöletni Thüeszthészt, ám a fiú kardjában felismerte a saját, Pelopiánál hagyott kardját, s rájött, hogy az ő fia áll előtte. Ekkor ő parancsolta meg fiának, hogy ölje meg Atreuszt, amit az meg is tett, elűzte Atreusz fiait, s így Thüeszthészé lett a mükénéi trón. Később a Spártába visszatérő Agamemnón bosszút állt apja halála miatt Thüesztészen, Aigiszthoszt pedig száműzte. Amikor Agamemnón elment a trójai háborúba, Aigiszthosz visszatért Mükénébe, és Klütaimnésztra, Agamemnón felesége a szeretője lett. Elhatározták, hogy a hazatérő Agamemnónt meggyilkolják, s ezután Aigiszthosz lett Mükéné királya. Hét évig uralkodott, és Klütaimnésztrától két gyermeke született: Alétész és Érigoné. Oresztész, Agamemnón elűzött fia bosszút állt apja meggyilkolásáért, megölte Aigiszthoszt és saját áruló anyját, Klütaimnésztrát is.
Aigiszthosz történetére az ókorban számos vázafestmény utal, amelyeken szinte kizárólag Oresztész bosszúját ábrázolják. A modern művészetben Eugene O’Neill Amerikai Elektra című drámája és Richard Strauss Élektra című operája érinti a történetet.